# Сен-Бонне-де-Рошфор
Сен-Бонне́-де-Рошфо́р (фр. Saint-Bonnet-de-Rochefort) — коммуна во Франции, находится в регионе Овернь. Департамент коммуны — Алье. Входит в состав кантона Ганна. Округ коммуны — Виши.
Код INSEE коммуны — 03220.

## Население
Население коммуны на 2008 год составляло 647 человек.
| 1962 | 1968 | 1975 | 1982 | 1990 | 1999 | 2008 |
| ---- | ---- | ---- | ---- | ---- | ---- | ---- |
| 700  | 701  | 669  | 715  | 712  | 656  | 647  |

## Экономика

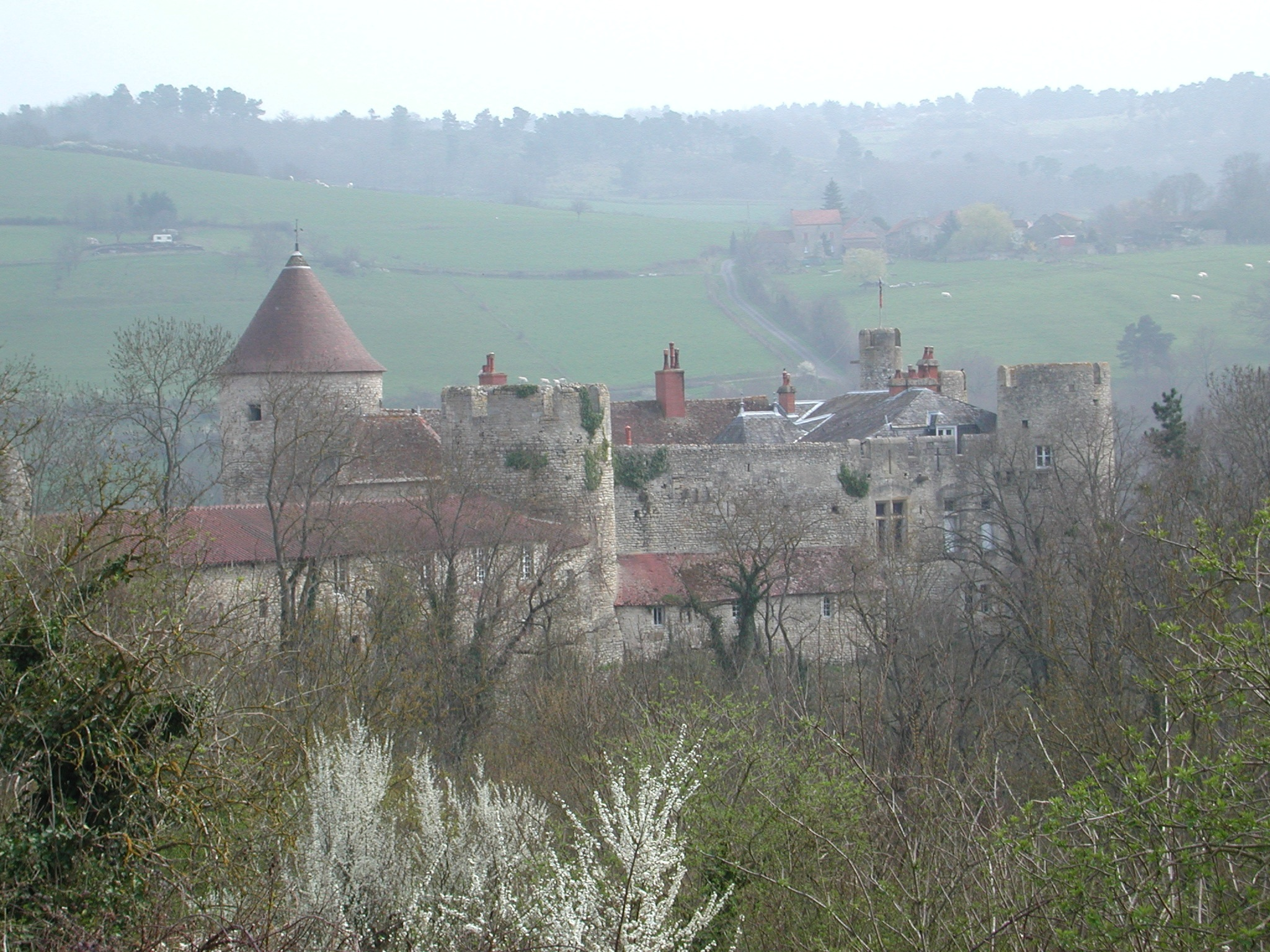
Замок Рошфор.

В 2007 году среди 379 человек в трудоспособном возрасте (15—64 лет) 268 были экономически активными, 111 — неактивными (показатель активности — 70,7 %, в 1999 году было 62,9 %). Из 268 активных работали 244 человека (135 мужчин и 109 женщин), безработных было 24 (10 мужчин и 14 женщин). Среди 111 неактивных 25 человек были учениками или студентами, 49 — пенсионерами, 37 были неактивными по другим причинам.

## Достопримечательности
- Замок Рошфор
- Замок Рюилье
- Виадук Руза (1869)

## Города-побратимы
- Белиш (Румыния)